# Ophisternon infernale
La anguila ciega yucateca o anguila ciega de cenote, Ophisternon infernale, es una especie de pez troglodita en peligro de extinción de la familia Synbranchidae endémico de los cenotes de la Península de Yucatán en México.

## Identificación
Al igual que otros Synbranchiformes esta especie posee branquias fusionadas y una alta vascularización de boca y faringe; una reducción de las aletas pectorales y pélvicas, mientras las aletas caudal, anal y dorsal son meramente vestigiales. La región caudal ocupa el 37-54% de la longitud total, lo cual es mayor que en otros synbránquidos, ésta se compone de 67 vértebras, mientras que las totales son 98-145, alcanzando una longitud máxima de 60 cm. Aunque la característica más notable de esta especie es la carencia de ojos y pigmentación en la piel. Los poros de la cabeza se encuentran muy bien desarrollados. La cabeza es bulbosa y termina en un hocico con forma de pico de pato.

## Distribución
Es endémica de las aguas subterráneas de cenotes y grutas de la península de Yucatán, encontrándose desde el noroeste hasta la costa caribeña en cenotes próximos a Tulum (Quintana Roo) y Sian Ka'an, siendo la localidad tipo Hoctún. Presenta una muy baja densidad poblacional, observándose a lo máximo dos especímenes al mismo tiempo en muy pocas localidades; ocurre en el 7% de las cuevas registradas.

## Ecología
Es ovíparo. Es simpátrico con el pez ciego (Typhliasina pearsei) en un 100% de los casos y con el bagre de cenote (Rhamdia quelen) en un 57% de ocasiones. Los ambientes en donde habita presentan como única fuente de energía la materia orgánica que cae a las cavernas y el guano de murciélagos y golondrinas. Gusta de vivir en agua someras de fondos fangosos bajo las rocas en donde construye sus madrigueras cubiertas de moco, aunque también se ha encontrado a 24 metros de profundidad, siempre en el estrato de agua dulce del acuífero. Consume crustáceos bentónicos como Creaseria morleyi, además de guano de murciélagos y golondrinas. Debido a la alta vascularización de su boca y faringe es capaz de respirar el aire atmosférico por bocanadas y por ende logra tolerar aguas con bajas concentraciones de oxígeno. Es nocturno.

## Evolución
La especie más cercana es Ophisternon aenigmaticum, la cual es probable que hubiese ocupado cuevas de agua dulce en torno a los humedales costeros del Pleistoceno, donde en ausencia de luz terminaría adaptándose al ambiente oscuro de las cuevas perdiendo los ojos y pigmentación. A diferencia de otras especies cavernícolas que se han desplazado por el intrincado sistema de ríos subterráneos del manto acuífero yucateco, Ophisternon infernale ha permanecido en aquellas cuevas y cenotes que formaban parte de su sitio inicial de colonización. Synbranchus marmoratus también ha sido propuesta como posible ancestro de esta especie.

## Conservación
Esta especie se considera en peligro de extinción debido a su baja densidad poblacional, fragilidad de su hábitat y al aislamiento genético de sus poblaciones. Se considera que su población de ha reducido en un 50% en los últimos 10 años y aunado a eso su rango de distribución en reducido (planicie del norte y oriente de Yucatán). La contaminación de las aguas subterráneas por desechos domésticos, industriales y agrícolas carga de nitratos el ambiente de aguas someras que esta especie prefiere.